# Scream (1996)
Scream is een Amerikaanse horrorfilm uit 1996 van regisseur Wes Craven en schrijver Kevin Williamson. De hoofdrollen worden vertolkt door David Arquette, Neve Campbell, Courteney Cox, Matthew Lillard, Rose McGowan, Skeet Ulrich en Drew Barrymore. De film werd in december 1996 uitgebracht en volgt het leven van Sidney Prescott, een middelbaar scholier uit Woodsboro die het doelwit wordt van een mysterieuze moordenaar genaamd Ghostface.
Scream verwierf internationale faam vanwege zijn openingsscène met Drew Barrymore. De film wordt beschouwd als aanjager van de heropleving van het teen slasher-genre midden jaren 90. De film is eigendom van Dimension Films. Na Scream volgden Scream 2, Scream 3, Scream 4, Scream (2022), Scream VI en een gelijknamige televisieserie.

## Beknopte inhoud
Het slaperige stadje Woodsboro wordt bestookt door een stalker-moordenaar. Sidney Prescott (gespeeld door Neve Campbell) wordt het slachtoffer van deze brute mysterieuze moordenaar die verscheidene van haar klasgenoten heeft vermoord. Actienieuwsverslaggeefster Gale Weathers (gespeeld door Courteney Cox) moet en zal de moordenaar ontmaskeren en gaat daarbij tot het uiterste.

## Verhaal
In de film probeert Sidney Prescott het trauma door de moord op haar moeder te verwerken. Als zij op een dag hoort dat een van haar klasgenoten op brute wijze is vermoord (de openingsscène met Drew Barrymore) rakelen alle herinneringen weer op. Als zij die dag thuiskomt wordt zij gebeld door de moordenaar. Die vraagt haar eerst, terwijl Sidney nog van niets weet, naar haar favoriete horrorfilm. Het gesprek neemt echter een wending wanneer de persoon die belt kenbaar maakt dat hij haar kan zien. Hierop volgt een achtervolging waarbij de moordenaar Sidney niet te pakken kan krijgen.
Sidney verdenkt haar vriendje Billy, die wordt opgepakt, en besluit om tijdelijk in te trekken bij haar vriendin Tatum Riley (gespeeld door Rose McGowan) en haar broer Dewey (gespeeld door David Arquette), die bij de lokale politie werkt. Ondertussen ontvangt Sidney opnieuw een telefoontje van de moordenaar. Ook is Billy, door gebrek aan bewijzen, weer vrijgelaten.
De zichtbaar gestresseerde Sidney wordt ook nog eens door de ambitieuze actienieuwsverslaggeefster Gale Weathers lastiggevallen. Zij heeft een boek geschreven over de moord op haar moeder, waarin de enige verdachte Cotton Weary wordt vrijgepleit.
Sidney wordt opnieuw lastiggevallen door de moordenaar die nu ook in haar school verschijnt.
Door een grap van een tweetal studenten wordt er besloten om de school te sluiten tot nader order.
Nadat de school gesloten is wordt ook nog eens de directeur vermoord.
Één voor één worden de kennissen van Sidney vermoord. Het verhaal bereikt zijn hoogtepunt op de avond van een feestje waar alle hoofdrolspelers aanwezig zijn. Bij de uiteindelijke ontmaskering blijkt de moordenaar niet alleen te werken en tevens verantwoordelijk te zijn voor de moord op de moeder van Sidney.

### De regels
De regels in de Scream-films spelen net als in de latere delen een belangrijke rol. Ze worden in de film ook daadwerkelijk door Randy Meeks (Jamie Kennedy) opgesomd:
- Je zult de film niet overleven als je seks hebt.
- Je zult de film niet overleven als je alcohol drinkt of drugs gebruikt.
- Je zult de film niet overleven als je eventjes weggaat en zegt: "Ik ben zo terug."
- Iedereen is een verdachte.

Extra regels die de moordenaar hanteert:
- Je zult de film niet overleven als je vraagt: "Wie is daar?"
- Je zult de film niet overleven als je eventjes gaat kijken waar dat vreemde geluidje vandaan komt.
- Je zult de film niet overleven als je de telefoon opneemt.
- Je zult de film niet overleven als je de deur opendoet.
- Je zult de film niet overleven als je ophangt.
- Je zult de film niet overleven als je probeert te vluchten.

## Rolverdeling
| Acteur              | Personage        |
| ------------------- | ---------------- |
| Neve Campbell       | Sidney Prescott  |
| David Arquette      | Dewey Riley      |
| Courteney Cox       | Gale Weathers    |
| Skeet Ulrich        | Billy Loomis     |
| Matthew Lillard     | Stu Macher       |
| Rose McGowan        | Tatum Riley      |
| Jamie Kennedy       | Randy Meeks      |
| Drew Barrymore      | Casey Becker     |
| Joseph Whipp        | sheriff Burke    |
| W. Earl Brown       | Kenny            |
| Liev Schreiber      | Cotton Weary     |
| Henry Winkler       | directeur Himbry |
| Kevin Patrick Walls | Steve Orth       |
| Lawrence Hecht      | Neil Prescott    |
| C.W. Morgan         | Hank Loomis      |
| Roger L. Jackson    | Ghostface        |
| Linda Blair         | verslaggeefster  |

## Productie

### Het scenario
De film ging in productie onder de werktitel Scary Movie. Kevin Williamson, de scenarioschrijver van de film, raakte geïnspireerd door de Gainesville Ripper, een seriemoordenaar die in de jaren 90 vijf studenten om het leven bracht. In drie dagen schreef Williamson het script en schreef tegelijkertijd ook twee korte scenario's voor vervolgdelen.

### Casting
Voor de rol van Sidney Prescott deden onder andere Alicia Witt en Brittany Murphy auditie. In eerste instantie was de rol weggelegd voor Drew Barrymore, maar enkele weken voordat de eerste opnames zouden plaatsvinden, veranderde ze van gedachte. Uiteindelijk ging de rol naar Neve Campbell en vertolkte Barrymore de rol van Casey Becker.
Brooke Shields en Janeane Garofalo deden auditie voor de rol van nieuwsreporter Gale Weathers. Courteney Cox, die destijds te zien was als Monica Geller in de sitcom Friends benaderde de studio zelf om auditie te mogen doen voor de rol. Ze wilde laten zien dat ze ook een "bitch" kon zijn in plaats van haar vriendelijke Friends-imago. Actrices Melinda Clarke en Rebecca Gayheart deden auditie voor de rol van Tatum Riley, het zusje van de politieagent Dewey Riley. Uiteindelijk ging de rol naar Rose McGowan. Gayheart is echter in het tweede deel van de Scream-franchise te zien als lid van een studentendispuut.
Voor de rol van Sidneys vriend, Billy Loomis, werd er onder andere gedacht aan Johnny Depp en David Arquette. Arquette sloeg het aanbod echter af en ging uiteindelijk voor de rol van Dewey Riley. Uiteindelijk werd Skeet Ulrich gecast. De stem van Ghostface, ingesproken door Roger L. Jackson werd enkele weken voordat de opnames van start gingen uitgekozen.

### Opnames
De opnames duurden in totaal acht weken en gingen op 15 april 1996 van start en eindigden op 8 juni 1996. De studio wilde in eerste instantie dat de opnames plaatsvonden in Vancouver, omdat het hen 1 miljoen dollar zou schelen. Craven hield echter voet bij stuk, omdat de film een Amerikaanse stijl moest uitstralen. Er werd onder meer gefilmd in Sonoma County, Santa Rosa en Tomales Bay.
Cinematograaf Mark Irwin werd tijdens de laatste weken van de opnames ontslagen. Hij werd uiteindelijk vervangen door Peter Deming.

### Special effects
In de film werd er gebruik gemaakt van 50 liter nepbloed. Craven was het hier niet mee eens en moest de film uiteindelijk acht keer aanpassen om een R-rating te krijgen. Voor de shots waarbij iemand werd neergestoken, werd gebruik gemaakt van een inklapbaar mes om zo niemand te kunnen verwonden.

## Classificatie van de film
Nadat de film opgenomen was in juni 1996, duurde het ongeveer twee maanden om de film te monteren. De Motion Picture Association of America gaf de eerste versie van de film echter een zogenaamde NC-17-classificatie (18+), vanwege de gewelddadige en bloedige scènes. Craven was het hier niet mee eens en moest de film uiteindelijk acht keer aanpassen om een R-rating te krijgen.

## Ontvangst
Scream ging op 20 december 1996 in première in Los Angeles en werd door het publiek goed ontvangen. Op Rotten Tomatoes heeft de film een score van 79% op basis van 77 beoordelingen. Metacritic komt op een score van 65/100, gebaseerd op 25 beoordelingen. In 1997 werd er een vervolgfilm uitgebracht onder de naam Scream 2.

## Prijzen en nominaties
| Jaar | Prijs                      | Categorie                | Genomineerde(n)  | Uitslag     |
| ---- | -------------------------- | ------------------------ | ---------------- | ----------- |
| 1996 | International Horror Guild | Beste film               | Scream           | Gewonnen    |
| 1996 | Saturn Award               | Beste actrice            | Neve Campbell    | Gewonnen    |
| 1996 | Saturn Award               | Beste regisseur          | Wes Craven       | Genomineerd |
| 1996 | Saturn Award               | Beste horrorfilm         | Scream           | Gewonnen    |
| 1996 | Saturn Award               | Beste mannelijke bijrol  | Skeet Ulrich     | Genomineerd |
| 1996 | Saturn Award               | Beste vrouwelijke bijrol | Drew Barrymore   | Genomineerd |
| 1996 | Saturn Award               | Beste scenario           | Kevin Williamson | Gewonnen    |
| 1997 | MTV Movie Awards           | Beste actrice            | Neve Campbell    | Genomineerd |
| 1997 | MTV Movie Awards           | Beste film               | Scream           | Gewonnen    |
| 1997 | Filmfestival van Gérardmer | Grote prijs              | Wes Craven       | Gewonnen    |

## Trivia
- Aanvankelijk zou Drew Barrymore de rol van Sidney Prescott spelen. Zij weigerde die, omdat ze liever de rol van het eerste slachtoffer wilde spelen, omdat zij de grootste naam was onder de acteurs en kijkers niet zouden verwachten dat zij vermoord zou worden, laat staan heel vroeg in de film. Neve Campbell kreeg vervolgens de hoofdrol.
- De moordenaar in de Scream-trilogie werd gebaseerd op de in Florida actieve moordenaar Danny Rolling, voor Amerikanen beter bekend als de "Gainsville Ripper".
- Het masker dat de moordenaar draagt, is geïnspireerd door het schilderij 'De Schreeuw' of 'The Scream' (vandaar de naam ook) van schilder Edvard Munch. De identiteit die hiermee wordt aangenomen, werd bekend als Ghostface.

## Geïnspireerde films
- I Know What You Did Last Summer
- I Still Know What You Did Last Summer
- Urban Legend
- Scary Movie
- Shriek If You Know What I Did Last Friday the Thirteenth
- Cherry Falls
- Valentine